# Ландо IV (князь Капуанський)
Ландо IV — князь Капуанський (1092—1098), останній незалежний лангобардський правитель в Італії.
Захопив престол внаслідок повстання мешканців Капуї, які вигнали неповнолітнього нормандського князя Річарда II, який утік до Аверси. Річард перебував у вигнанні 7 років. Досягнувши повноліття він звернувся за допомогою до свого дядька графа Сицилійського Рожера I та двоюрідного брата герцога Апулійського Рожера Борси, які у 1098 обложили Капую. Місто було захоплене через 40 днів за допомогою сарацинів. Подальша доля Ландо невідома.